# Cantonul Toulouse-3
Cantonul Toulouse-3 este un canton din arondismentul Toulouse, departamentul Haute-Garonne, regiunea Midi-Pyrénées, Franța.